# Ponte Pietra
Il ponte Pietra (in veneto ponte Piéra) è il più antico ponte di Verona sul fiume Adige, l'unico rimasto di epoca romana. Sopravvissuto a diverse alluvioni, è stato fatto brillare durante la seconda guerra mondiale dai soldati tedeschi in ritirata, quindi ricostruito ricomponendo per anastilosi le pietre recuperate dal letto del fiume.

## Storia

### Origini e costruzione

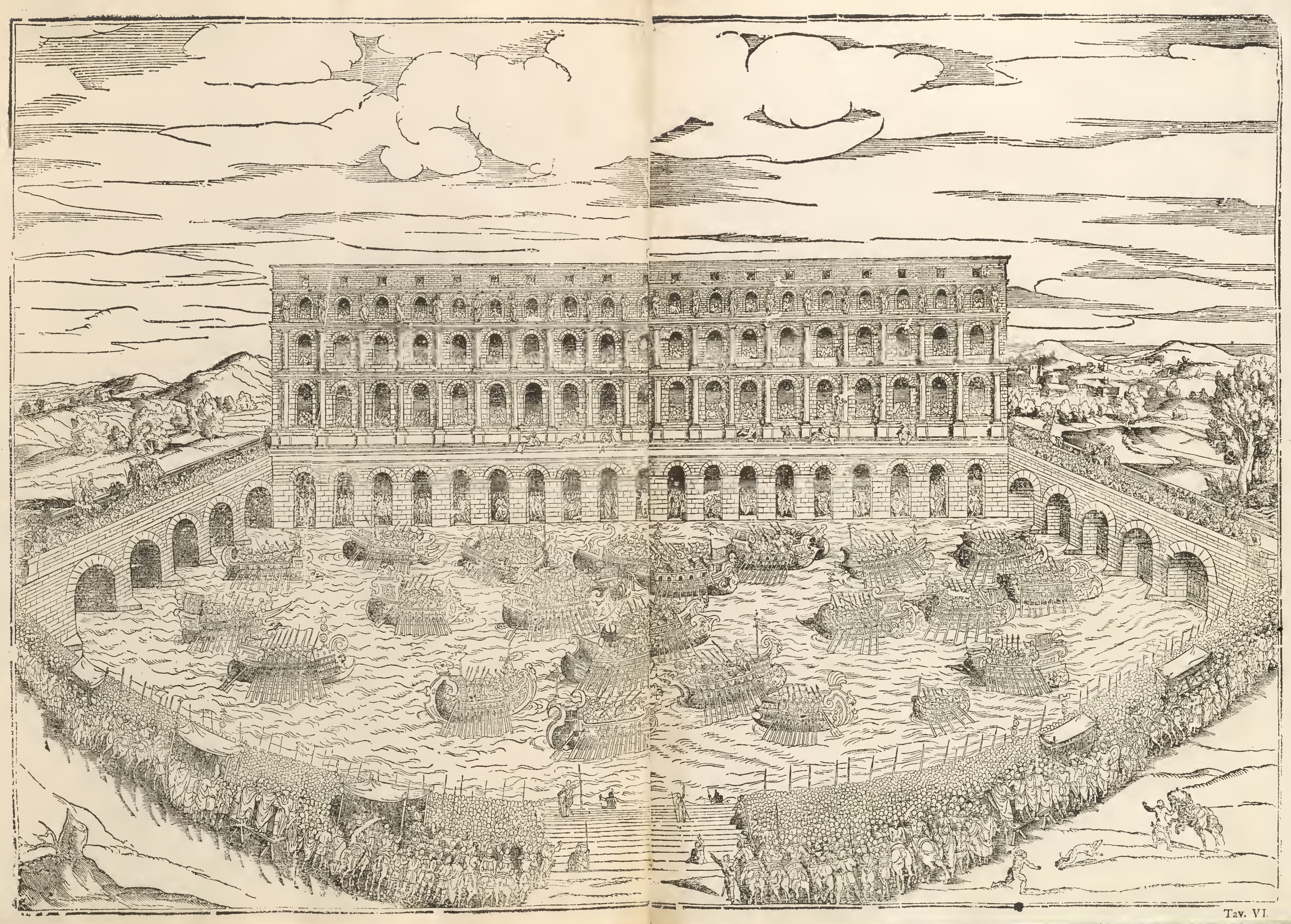
Ricostruzione di una naumachia di Giovanni Caroto: sulla sinistra si scorge ponte Pietra, sulla destra ponte Postumio e al centro il teatro romano.

Il ponte si colloca in un punto che fin dalla Preistoria doveva presentare un guado, punto d'incontro cruciale tra diverse vie di comunicazione a cui si deve la nascita della città di Verona. Un primo ponte in legno venne messo in opera durante la costruzione della via Postumia nel 148 a.C. nel medesimo punto in cui era presente il guado, in quanto in quel luogo il fiume raggiunge una larghezza minima di 92 metri e la corrente arriva con una potenza ridotta a causa dell'ampio meandro che deve compiere.
Successivamente il ponte ligneo venne sostituito da quello lapideo, di cui sono giunte integre fino a noi le due arcate di sponda sinistra, realizzate in opera quadrata con pile prismatiche rostrate. Dopo che divenne colonia latina nell'89 a.C., la città, che fino a quel momento sorgeva su Colle San Pietro, venne ricostruita all'interno dell'ansa dell'Adige secondo i rigorosi schemi ortogonali romani, e proprio per questo motivo il ponte, che era precedente alla rifondazione della città, non si trova correttamente orientato rispetto ai decumani della città, che furono tracciati in un secondo momento rispetto al sobrio ma monumentale ponte.
In età imperiale il ponte subì probabilmente dei restauri, come dimostra la presenza della raffigurazione di una divinità fluviale sul concio di chiave della seconda arcata di sinistra, databile alla seconda metà del II secolo.

### Restauri medievali

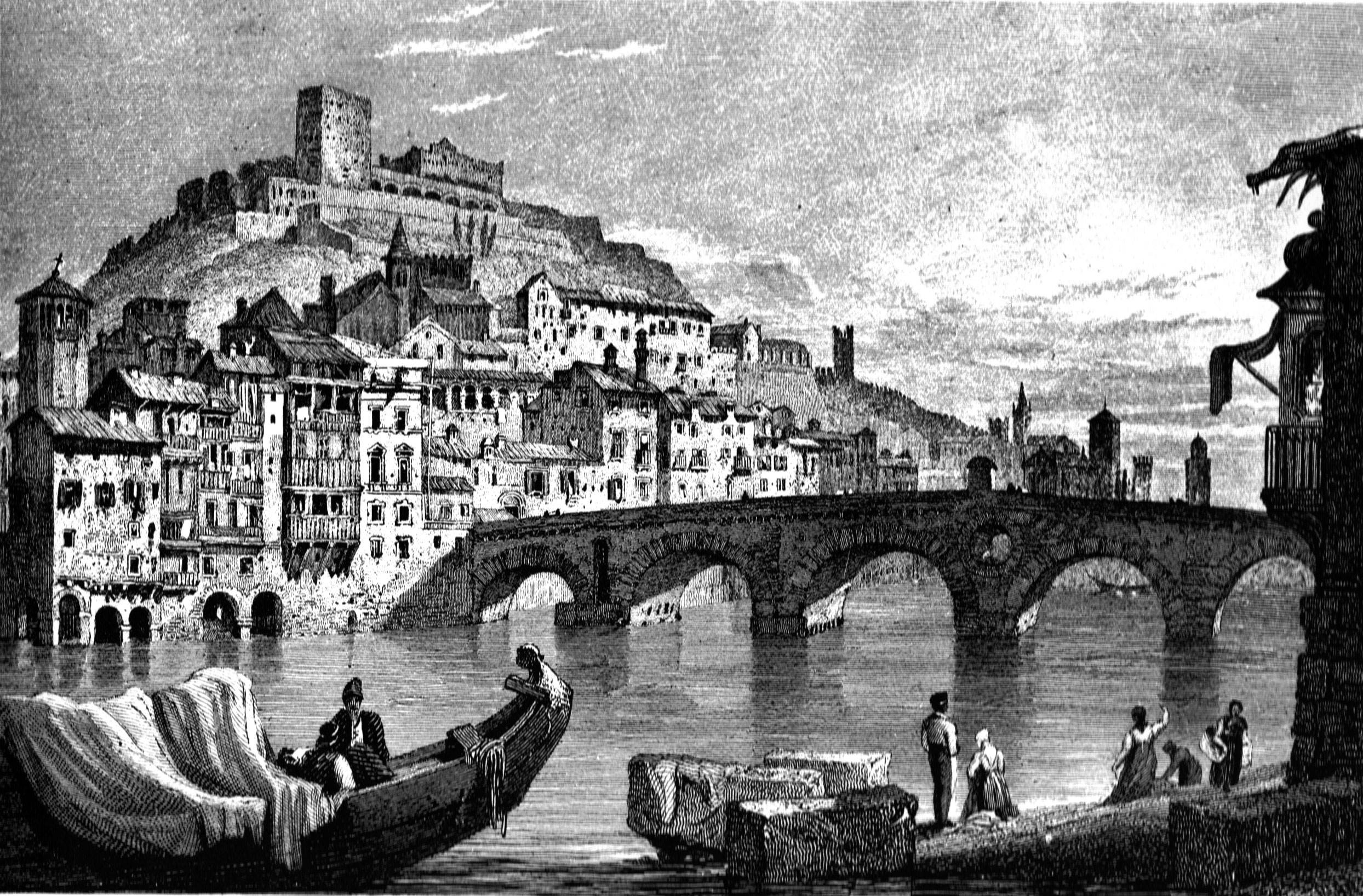
Il ponte e il quartiere medievale sorto alla base di colle San Pietro in un disegno del 1825 di Samuel Prout.

Nei secoli successivi la vita di questo monumento fu molto più travagliata, subendo diversi danni e crolli parziali a causa delle inondazione del fiume Adige o per mano dell'uomo, in particolare nel 1007, nel 1153, nel 1232 e ancora nel 1239. Nel 1298 il Signore di Verona Alberto della Scala fece restaurare la torre verso città e ricostruire l'arcata adiacente, mentre nel 1368 il pronipote Cansignorio realizzò sullo stesso ponte un acquedotto che diede acqua corrente a diverse abitazioni del centro storico e alla fontana di Madonna Verona, posta al centro di piazza Erbe. Nello stesso periodo il ponte, che ospitava numerose abitazioni in legno di barcaioli e molinari, oltre che botteghe e osterie, venne munito di una seconda torre che serrava il ponte verso campagna.
Nel 1503 vi fu un nuovo intervento volto a sostituire interamente con la pietra le due arcate, poste tra le due di sinistra romane e quella di destra scaligera, in quanto erano rimaste in legno a seguito dei crolli subiti nei secoli precedenti. Durante i lavori, tuttavia, la parte in costruzione crollò parzialmente e la struttura venne quindi nuovamente ripristinata in legno. Nel 1508 finalmente il Consiglio della città chiese a Fra' Giocondo di sovrintendere ai lavori di ricostruzione delle parti danneggiate del ponte romano, fabbrica che divenne operativa solo nel 1520 e che nell'arco di un anno portò alla ricostruzione delle due arcate, che il frate/architetto provvide a rendere armoniche rispetto ai due archi romani superstiti, collocati verso l'agro. Quindi, dopo alcuni secoli di relativa tranquillità, nel 1801 venne demolita la torre che sorgeva verso campagna e nel giro di pochi anni il ponte venne liberato dalle numerose casupole che erano sorte lungo tutto il suo sviluppo, in quanto considerate non compatibili dall'amministrazione con la maestosità del monumento romano.

### Seconda guerra mondiale e ricostruzione

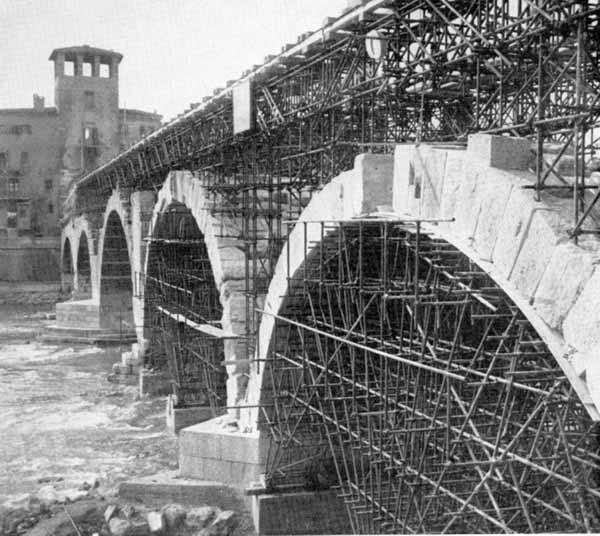
Il ponte durante la ricostruzione, conseguente alle devastazioni della seconda guerra mondiale.

Ponte Pietra subì però la sua ferita più grave il 24 aprile 1945, quando venne minato e fatto esplodere dai soldati tedeschi in ritirata, deflagrazione che lasciò integra solamente l'arcata verso città. Il professor Piero Gazzola, soprintendente ai monumenti di Verona, supportato dall'intera opinione pubblica, scelse di ricostruire il ponte com'era e dov'era, grazie alla collaborazione tecnica dell'architetto veronese Libero Cecchini e al contributo specialistico di storici, archeologi, ingegneri, docenti universitari e diversi altri esperti e tecnici.
La fase di lettura delle stratificazioni storiche evidenziarono le tre fasi di costruzione, quella romana, quella medievale e quella veneziana, dove quella romana era costituita da grandi blocchi di pietra lavorati a grossa sbozzatura, mentre la struttura medievale e veneziana era a struttura mista di blocchi di pietra e laterizio. Si scelse di ricostruire il ponte riutilizzando il più possibile il materiale originario recuperato dal greto del fiume, anche se non fu possibile un vero e proprio intervento di anastilosi a causa della perdita di numerosi elementi, che furono sostituiti da elementi il più possibile simili. In particolare si riuscirono a riassemblare 529 blocchi di pietra originale, mentre altri 379 vennero reintegrati (di questi ultimi 169 furono però ricavati dal materiale originario rilavorato); buona parte dei mattoni recuperati per il restauro della parte medievale del ponte deriva invece dalle demolizioni definitive di edifici antichi che erano stati bombardati. Il ponte venne quindi ricostruito sulla base di un'ampia documentazione grafica e fotografica, utilizzando i diversi metodi costruttivi adottati nelle varie epoche: i lavori, iniziati il 4 febbraio 1957, si conclusero il 3 marzo 1959.

## Descrizione

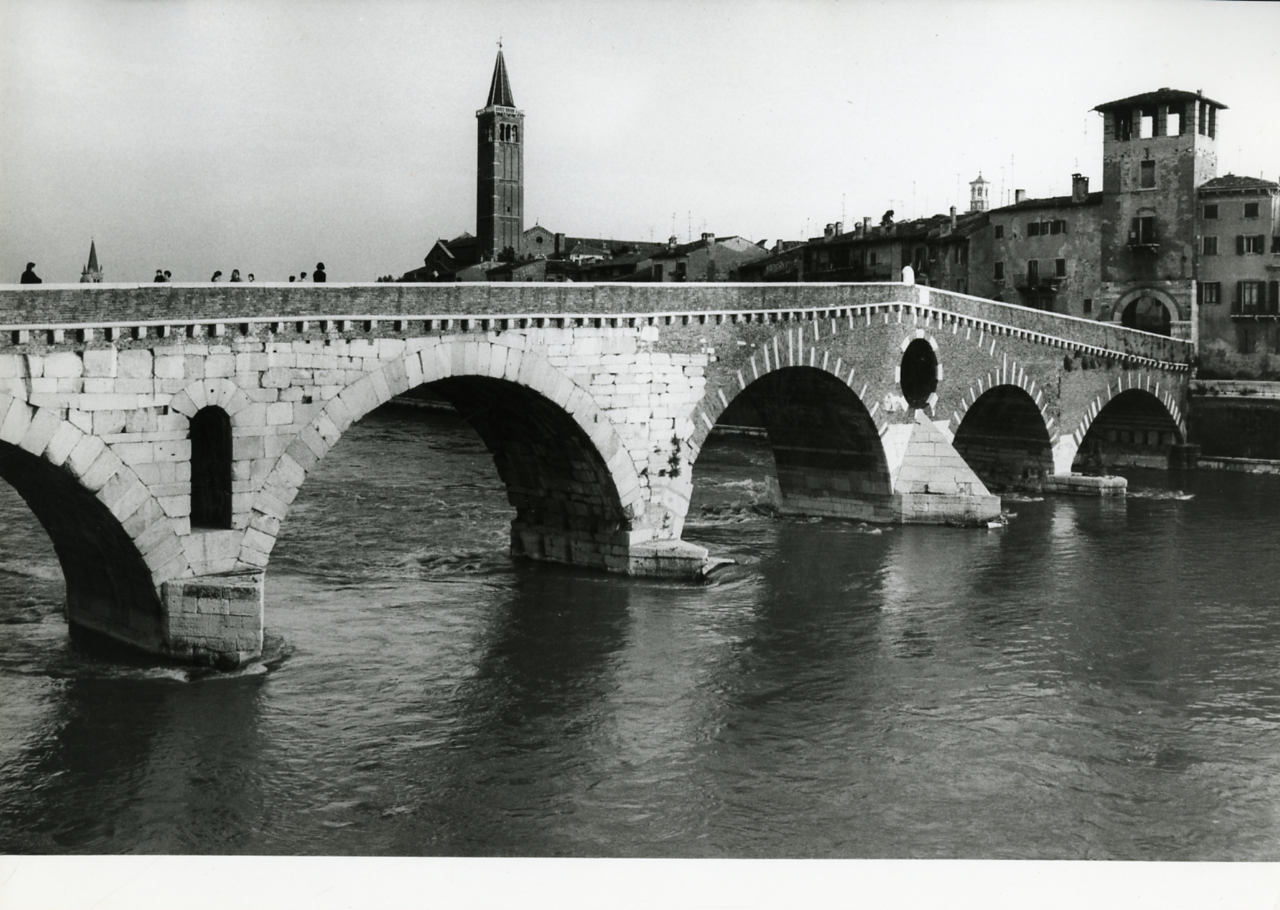
Il ponte in una fotografia del 1972 di Paolo Monti.

Il ponte attuale, lungo 92,80 metri e largo 7,20 metri, marciapiedi e parapetti compresi, è costituito da cinque arcate di differente lunghezza. La spalla e le due arcate verso campagna risalgono all'epoca romana, la spalla destra con la soprastante torre e l'arcata adiacente sono di epoca scaligera, mentre le due arcate rimanenti con il grande tondo centrale sono del periodo veneziano.
La parte romana è costituita da grandi blocchi di pietra provenienti dalla Valpolicella e la costruzione è in opus quadratum, una tecnica costruttiva per cui la muratura era composta da blocchi parallelepipedi disposti senza malta in filari orizzontali, tenuti uniti da grappe metalliche e da accorgimenti tecnici. La muratura scaligera e veneta, invece, è costituita principalmente da mattoni di laterizio con giunti in malta di calce, anche se le ghiere degli archi ed il tondo sono irrobustiti da lastroni in pietra della stessa provenienza di quelli romani.
Il ponte romano originale, caratterizzato da una certa armonicità e compattezza, era articolato su quattro pile larghe 3,50 metri ciascuna, con cinque arcate con luci rispettivamente di 15, 16, 16, 16 e 15 metri, per un totale di 92 metri, che è esattamente la distanza che separa le due sponde del fiume in quel punto. Su ogni pila si apriva una finestra in modo da garantire lo sfogo delle acque in caso di piena e allo stesso tempo scandire ritmicamente il succedersi delle arcate, come una sobria decorazione.